# ディヴィシュ (小惑星)
ディヴィシュ (5103 Diviš) は小惑星帯の小惑星である。1986年9月4日にアントニーン・ムルコスが発見した。
チェコの物理学者であるプロコプ・ディヴィシュに因んで命名された。